# Kelly Edwards
Kelly Marie Edwards (ur. 9 stycznia 1991) – brytyjska judoczka. Olimpijka z Londynu 2012, gdzie zajęła dziewiąte miejsce w wadze ekstralekkiej.
Dziewiąta na mistrzostwach świata w 2010; uczestniczka zawodów w 2015 i 2017. Startowała w Pucharze Świata w latach 2011-2017. Wicemistrzyni igrzysk Wspólnoty Narodów w 2014, gdzie reprezentowała Anglię. Siódma na mistrzostwach Europy w 2010. Trzecia na mistrzostwach Wspólnoty Narodów w 2008 roku. 

## Letnie Igrzyska Olimpijskie 2012
| Konkurencja | Eliminacje            | Klas. końcowa |
| Konkurencja | Przeciwnik I          | Miejsce       |
| ----------- | --------------------- | ------------- |
| 48 kg       | Tomoko Fukumi (JPN) P | 9.            |